# Зэрнешти
Зэрнешти (рум. Zărnești, венг. Zernyest, нем. Zernen, Zernescht) — город в Румынии, в исторической области Трансильвания, в жудеце Брашов. На 2007 год население города составляет 25832 человек.